# WWE The Bash
WWE The Bash fue un evento anual de pago por visión producido por la empresa de lucha libre profesional World Wrestling Entertainment (WWE) en el mes de junio. El evento contaba con combates entre luchadores de las tres marcas de la WWE (RAW, ECW y SmackDown). 
El concepto original del evento fue incorporado a la programación de PPVs de la WWE en el año 2004, bajo el nombre de The Great American Bash como el evento del mes de junio. Sin embargo, fue solo en 2009 cuando el evento cambió de nombre a The Bash, el cual lleva en la actualidad.
En 2010, este evento fue reemplazado por el evento Fatal Four Way.

## Resultados

### The Bash (2009)

#### 2009
The Bash 2009 tuvo lugar el 28 de junio de 2009 desde el ARCO Arena en Sacramento, California. El tema oficial del evento fue "Whyyawannabringmedown" de Aranda.
- Dark match: R-Truth derrotó a Shelton Benjamin (02:57)
  - R-Truth cubrió a Benjamin.
- Tommy Dreamer derrotó a Jack Swagger, Christian, Mark Henry y Finlay en un Scramble match reteniendo el Campeonato de la ECW (13:47)[2]
  - Swagger cubrió a Finlay con un "Roll-Up". (Campeón transitorio)
  - Finlay cubrió a Swagger después de un "Celtic Cross". (Campeón transitorio)
  - Henry cubrió a Dreamer después de un "World's Strongest Slam". (Campeón transitorio)
  - Swagger cubrió a Henry después de un "Corner Slingshot Splash". (Campeón transitorio)
  - Dreamer cubrió a Christian después de un "Dreamer DDT". (Campeón final y oficial)
- Rey Mysterio derrotó a Chris Jericho en un Mask vs. Title match ganando el Campeonato Intercontinental (14:42)[3]
  - Mysterio cubrió a Jericho después de un "619".
- Dolph Ziggler derrotó a The Great Khali en un No Count Out, No Disqualification match (04:00)[4]
  - Ziggler cubrió a Khali después de que Kane atacara a Khali con una silla.
- Edge & Chris Jericho derrotaron a The Colóns (Carlito & Primo)(c) y The Legacy (Ted DiBiase & Cody Rhodes), ganando el Campeonato Unificado en Parejas de la WWE. (9:37)[5]
  - Edge cubrió a Carlito después de una "Spear".
  - Originalmente, la lucha era entre The Legacy y The Colons, pero antes de la lucha Theodore Long introdujo a Edge & Jericho en la lucha.
- Michelle McCool (con Alicia Fox) derrotó a Melina ganando el Campeonato Femenino de la WWE (06:35).[6]
  - McCool cubrió a Melina después de un "Faithbreaker"
- Jeff Hardy derrotó al Campeón Mundial Peso Pesado CM Punk por descalificación (17:35).[7]
  - Punk fue descalificado después de darle una patada al árbitro.
  - Como resultado, Punk retuvo el Campeonato Mundial Peso Pesado.
  - Después de la lucha, Hardy atacó a Punk.
- John Cena derrotó a The Miz (06:40).[8]
  - Cena forzó a rendirse a Miz con un "STF".
- Randy Orton derrotó a Triple H en un Three Stages of Hell Match reteniendo el Campeonato de la WWE (29:57).[9]
  - HHH fue descalificado tras golpear a Orton con una silla en un Normal Match (19:57).
  - HHH cubrió a Orton después de un "Pedigree" en el suelo en un Falls Count Anywhere Match (20:28).
  - Orton derrotó a Triple H en un Stretcher Match (29:57).
  - Después de la pelea HHH golpeo a Orton con un mazo.
  - Durante la lucha Cody Rhodes y Ted DiBiase intervinieron a favor de Orton.